# Pârâul Butucilor
Pârâul Butucilor este un curs de apă, afluent al râului Drahura. 

## Hărți
- Harta Parcului Vânători-Neamț